# Мур, Даррен
Даррен Марк Мур (англ. Darren Mark Moore; род. 22 апреля 1974, Бирмингем) — ямайский и английский футболист и футбольный тренер.

## Клубная карьера

### «Торки Юнайтед»
Воспитанник клуба «Торки Юнайтед». С 1991 по 1995 год играл за команду в 3-м и 4-м дивизионах чемпионата Англии. Сыграл 103 матча и забил 8 голов. В 1993 году был признан лучшим игроком года в клубе.

### «Донкастер Роверс»
В 1995—1997 годах играл за «Донкастер Роверс» в 4-м дивизионе. Сыграл 76 матчей и забил 7 голов.

### «Брэдфорд Сити»
В 1997—1999 годах играл за «Брэдфорд Сити» в 1-м дивизионе (2-й уровень в системе лиг Англии). Сыграл 62 матча и забил 3 гола. В сезоне 1998/99 клуб занял 2-е место в чемпионате и напрямую вышел в АПЛ. Сам Мур вошёл в «команду года» по версии PFA.

### «Портсмут»
В 1999—2001 годах играл за «Портсмут» в 1-м дивизионе. Сыграл 46 матчей и забил 2 гола.

### «Вест Бромвич Альбион»
В 2001—2006 годах играл за «Вест Бромвич Альбион» в 1-м дивизионе и в АПЛ. Сыграл 104 матча и забил 6 голов. В сезоне 2001/02 клуб занял 2-е место в чемпионате и напрямую вышел в АПЛ. Сам Мур вошёл в «команду года» по версии PFA. В сезоне 2002/03 сыграл 29 матчей и забил 2 гола в АПЛ. Клуб занял 19-е место и вылетел из премьер-лиги. В сезоне 2003/04 клуб занял 2-е место в чемпионате и напрямую вышел в АПЛ. В сезоне 2004/05 сыграл 16 матчей в АПЛ. В сезоне 2005/06 сыграл 5 матчей в АПЛ.

### «Дерби Каунти»
В 2006—2008 годах играл за «Дерби Каунти» в Чемпионшипе и в АПЛ. Сыграл 80 матчей и забил 3 гола. В сезоне 2006/07 клуб победил в плей-офф за выход в АПЛ. Сам Мур вошёл в «команду года» по версии PFA. В сезоне 2007/08 сыграл 31 матч в АПЛ.

### «Барнсли»
В 2008—2010 годах играл за «Барнсли» в Чемпионшипе. Сыграл 73 матча и забил 2 гола.

### «Бертон Альбион»
В 2010—2012 годах играл за «Бертон Альбион» во Второй лиге (4-й дивизион). Сыграл 38 матчей.

## Карьера тренера

### «Вест Бромвич Альбион»
В декабре 2017 года Даррен вошёл в тренерский штаб клуба «Вест Бромвич Альбион», выступающего в АПЛ. Был ассистентом Алана Пардью.
2 апреля 2018 года Пардью был уволен. Мур назначен исполняющим обязанности главного тренера. Был признан «тренером месяца» (апрель) в АПЛ. Клубу это не помогло — при Муре команда набрала 11 очков в 6 матчах и вылетела из АПЛ, заняв 20-е место. 18 мая Мур был назначен главным тренером команды. Перед специалистом была поставлена задача как можно скорее вернуть клуб в Премьер-лигу. 9 марта 2019 года Даррен был уволен. После 34-х туров клуб занимал 4-е место в Чемпионшипе.
«Донкастер Роверс»
10 июля 2019 года стал главным тренером «Донкастер Роверс», выступающего в Первой лиге (3-й уровень в системе лиг Англии).

## Достижения

### В качестве игрока

#### Командные
Брэдфорд Сити
- 2-е место в Первом дивизионе (прямой выход в АПЛ) (1): 1998/99.

 Вест Бромвич Альбион
- 2-е место в Первом дивизионе (прямой выход в АПЛ) (2): 2001/02, 2003/04.

 Дерби Каунти
- Победитель плей-офф Чемпионшипа за выход в АПЛ (1): 2006/07.

#### Индивидуальные
- Лучший игрок года в «Торки Юнайтед» (1): 1993.
- Член «Команды года» в Первом дивизионе / Чемпионшипе по версии PFA (3): 1998/99, 2001/02, 2006/07.

### В качестве тренера

#### Индивидуальные
- Тренер месяца английской Премьер-лиги (1): 2018: апрель.
- Тренер месяца Чемпионшипа Английской футбольной лиги (1): 2018: сентябрь.

## Тренерская статистика
Данные откорректированы по состоянию на 1 марта 2021 года
| Вест Бромвич Альбион | 2 апреля 2018 | 9 марта 2019 | 48  | 23 | 13 | 12 | 47,92 |
| Донкастер Роверс     | 10 июля 2019  | 1 марта 2021 | 78  | 35 | 15 | 28 | 44,87 |
| Итого                | Итого         | Итого        | 126 | 58 | 28 | 40 | 46,00 |

## Вне футбола
Является христианином.